# Gennadi Stepanowitsch Solodow
Gennadi Stepanowitsch Solodow (russisch Геннадий Степанович Солодов, englisch Gennadiy Solodov; * 6. Oktober 1934 in Kurgan, Oblast Tscheljabinsk, Russische SFSR, Sowjetunion; † 2. Mai 2020 in Tscheboksary, Tschuwaschien, Russland) war ein sowjetischer Geher.
Im 20-km-Gehen wurde er bei den Olympischen Spielen 1960 in Rom disqualifiziert und wurde 1964 in Tokio Fünfter in 1:32:33 h.
Seine persönliche Bestzeit im 20-km-Gehen von 1:28:23 h stellte er 1963 auf.